# 毛蕊猕猴桃
毛蕊猕猴桃（学名：Actinidia trichogyna）是猕猴桃科猕猴桃属的植物，是中国的特有植物。分布在中国大陆的湖北、四川等地，生长于海拔1,000米至1,800米的地区，多生于山地树林中，目前尚未由人工引种栽培。